# Intira Airlines
Intira Airlines (ursprünglich Business Air Centre Co., Ltd.) war eine thailändische Fluggesellschaft mit Sitz in Bangkok und Basis auf dem Flughafen Bangkok-Suvarnabhumi.

## Geschichte
Intira Airlines nahm als Business Air ihren Betrieb im Jahr 2008 als inländische Charterfluggesellschaft auf. Im November 2009 wurde die Lizenz für den internationalen Charterverkehr und den Inlandsluftverkehr durch das thailändische Department of Civil Aviation erteilt. Es wurden je nach Saison verschiedene Flugziele in Südost- und Ostasien angeboten. Die Gesellschaft plante auch den Flughafen Köln/Bonn im Charterverkehr anfliegen. Ziele ab Köln sollten Phuket und Bangkok werden.
Mitte Januar 2015 wurde Business Air die Lizenz unter anderem wegen Schulden bei der landeseigenen Aufsichtsbehörde entzogen und die drei Boeing 767 mussten wegen anstehender Wartungsereignissen stillgelegt werden.
Nach einem Besitzerwechsel und einer Umstrukturierung des Unternehmens erhielt die Gesellschaft im Juni 2015 den Namen Intira Airlines, jedoch nie neu gestartet.

## Flugziele
Intira Airlines bot von Bangkok und Narathiwat Flüge nach Dschidda und Seoul-Incheon an.

## Flotte
Mit Stand September 2016 besaß Intira Airlines keine Flugzeuge. In der Vergangenheit wurden Boeing 767-200 und 767-300ER eingesetzt.